# Александра Карамихалева
Александра Иванова Карамихалева е българска църковна деятелка и писателка.

## Биография и творчество
Родена на 25 юли 1967 г. Магистър по богословие и бакалавър по история при Софийския университет.
През 2002 г. постъпва на работа в „Синодално издателство“ на Българската православна църква. Дългогодишен редактор е на официоза на БПЦ „Църковен вестник“, а от 2011 г., по решение на Българския патриарх Максим и Светия Синод на БПЦ, е и негов главен редактор. С откриването на Официалния сайт на БПЦ на нея Св. Синод на БПЦ-БП възлага организацията и администрирането на новинарския отдел към сайта. Сред основателите е на сайта „Православна младеж“, ориентиран към младите хора и е негов главен редактор.
На своето заседание на 12 юни 2013 г. Светият Синод на БПЦ-БП в пълен състав взима решение при Синодалната канцелария да бъде открит отдел „Връзки с обществеността“, чиято грижа да е: да подпомага общественото служение на Църквата, като посредничи в отношенията между българската православна Църква-Българска патриаршия и нейния клир с широката общественост, да отговаря за контактите и взаимодействието на БПЦ със светската власт, обществени и граждански организации, медиите и широката общественост. 
Организацията на работата на това ново за БПЦ-БП звено Светият Синод поверява на г-жа Александра Карамихалева, която неофициално поема тези отговорности непосредствено след избора и интронизацията на Българския патриарх Неофит. От 1 юли 2013 г. официално встъпва в новата си длъжност на началник Отдел „Връзки с обществеността“ при Светия Синод на БПЦ-БП, като остава и главен редактор на „Църковен вестник“.  и главен редактор на сайта „Православна младеж“. С това си назначение Александра Карамихалева става единствената жена в целия православен свят, която оглавява синодален отдел и най-високопоставената жена в историята на, отличаващата се със своя консерватизъм, Православна Църква.
По решение на Светия Синод от 01.12.2015 г. е определена и като постоянен представител (консултант при емитирането на български възпоменателни монети) на БПЦ-БП при Българска народна банка. Представлява българската православна Църква и в Националния съвет по туризъм.
Периодът на дейността на Отдела „Връзки с обществеността“ под ръководството на г-жа Карамихалева е белязан с изключително оживление в отношенията между БПЦ и българската държава на делово и работно ниво. Редовни срещи на Българския патриарх и архииереите от Светия Синод с президентите на страната, председателите на Народното събрание, министър-председателите, министри и др. ръководни лица в държавата, полагат началото на конкретни съвместни действия и добро, градивно сътрудничество между духовата и светската власт в различни области, в които полето на действие на Църквата и държавата се пресичат, като социалната дейност, културното наследство, образованието, грижата за българите зад граница и др.. Налице са добро взаимодействие с медиите и засилено доверие към българската православна Църква от страна на институциите и широката общественост, както и отношения на доверие и взаимоуважение с еврейската общност, Мюфтийството, Нунциатурата и с чуждестранните посолства в България. Социологическите проучвания на общественото мнение през тези години неизменно показват, че Българската православна църква и Българският патриарх се ползуват с най-високото доверие сред българските граждани.
Поради необходимостта Отдел „Връзки с обществеността“ да се оглави от духовно лице, като изказва специална благодарност за добрата работа по организацията и управлението на Отдела, и за постигнатите значими успехи в активирането и поддържането на отношенията на БПЦ със светската власт и медиите, на свое заседание на 14 декември 2017 г. Светият Синод освобождава г-жа Александра Карамихалева от длъжността, като остава главен редактор на официоза на БПЦ „Църковен вестник“. След оттеглянето ѝ Отдел "Връзки с обществеността" на практика престава да действува, а по-късно и официално е закрит.
Автор е на книгите „През очите на вярата“, „Като живи камъни“, „Насаме“ и "Мисли по Пътя", сценарии за документални филми, на много статии, представящи православния светоглед върху различни проблеми, с които се сблъсква съвременният човек, както и на материали, отразяващи живота на Църквата и отделни нейни представители. С изявени интереси към християнската етика, антропология и аскетика. Под нейна редакция излизат десетки книги в областта на богословието, научната и художествената литература.
Отличена с Първа награда на публиката за публицистика на Конкурса за журналистика „Пътят на словото“ за 2009 г.
Член е на Съюза на българските журналисти.

## Произведения
- „През очите на вярата“ (2007)
- „Като живи камъни“ (2013)
- „Насаме“ (2017)
- "Мисли по Пътя" (2023)